# 室堂山
室堂山（むろどうやま）は、富山県中新川郡立山町の室堂平にある山。標高は2668m。中部山岳国立公園内にある。

## 特徴
室堂に一番近い山として近代になって国見岳、浄土山間の小ピークのことを室堂山と指すようになった。
眺望が良く、立山カルデラ沿いには展望台がある。そこから新湯など立山カルデラ底や、遠くに薬師岳や白山、有峰湖、雲ノ平、野口五郎岳などが見える。
室堂駅から近いので観光客に人気が高く、早春には春スキーでも賑わう。

## 地質
立山火山の溶岩台地上にある小ピークで、地質は主に安山岩からなるが、氷河の運搬による花崗岩も多く見られる。
登山道の途中にはサイドモレーンや迷子石などの氷河地形が多く見られる。

## 登山
室堂駅から徒歩1時間半で山頂にいたることができる。室堂平からの比高は200m程度で、運動靴で登れるほど登山道の整備具合が良いので、気軽に登りやすい山である。また、交通の便利が良く、傾斜も緩いので冬山登山の初心者が登る雪山としても向いている。

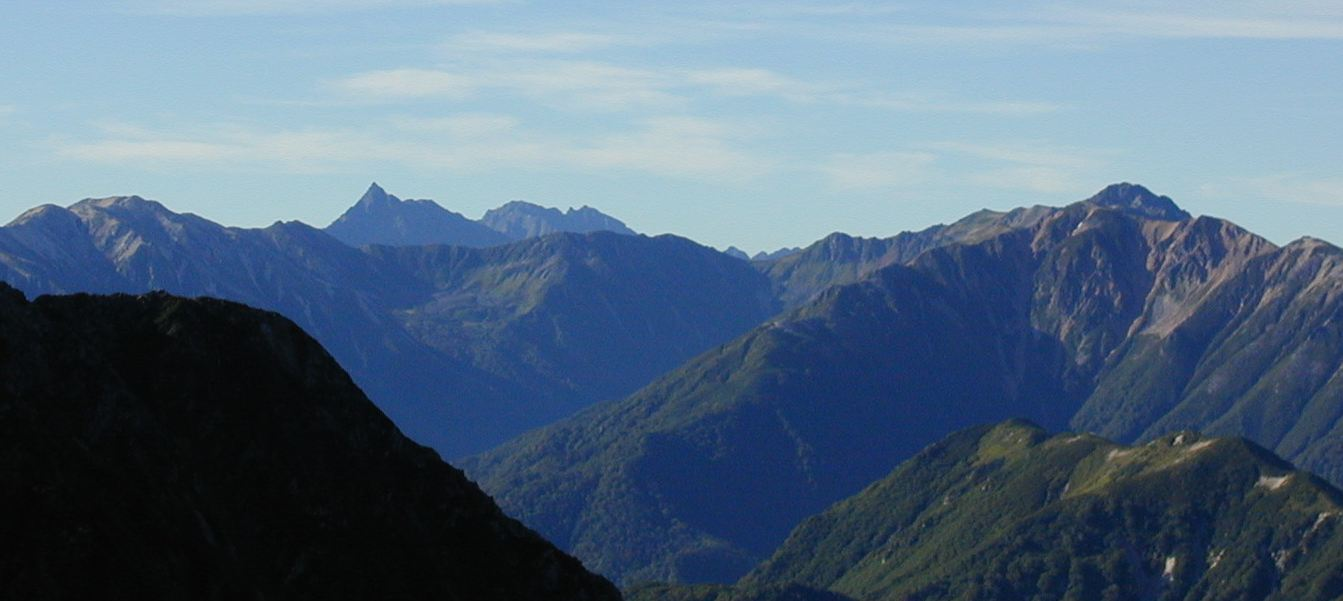
室堂山展望台から南の風景
最奥の右の鋭鋒が槍ヶ岳